# 외서면 (순천시)
외서면(外西面)은 전라남도 순천시 서쪽에 위치한 면이다.

## 연혁
- 조선시대 : 낙안군 외서면
- 1908년 8월 15일 : 순천군 외서면 (낙안군의 폐군)
- 1949년 8월 15일 : 승주군 외서면
- 1995년 1월 1일 : 순천시 외서면

## 행정 구역
| 법정리 | 한자명 | 행정리                         | 비고                   |
| ------ | ------ | ------------------------------ | ---------------------- |
| 금성리 | 錦城里 | 금성리, 신촌리                 |                        |
| 도신리 | 道新里 | 도신리                         |                        |
| 반용리 | 盤龍里 | 반용리                         |                        |
| 신덕리 | 新德里 | 농소리, 덕치리                 |                        |
| 쌍율리 | 雙栗里 | 쌍율리, 하율리                 |                        |
| 월암리 | 月巖里 | 구암리, 월평리, 하고리, 송곡리 |                        |
| 장산리 | 長山里 | 장산리                         |                        |
| 화전리 | 花田里 | 화전리                         | 면 행정복지센터 소재지 |